# Radiotelescopul Effelsberg

Radiotelescopul Effelsberg

Radiotelescopul Effelsberg este un radiotelescop din Munții Ahrului situat într-o vale lângă localitatea Effelsberg, orașul Bad Münstereifel districtul Euskirchen, Germania.

## Date despre telescop
Radiotelescopul aparține de Institutul de astronomie Max-Planck din Bonn. El a fost construit între anii 1968 - 1971 fiind în funcțiune de la data de 1 august 1972. Dificultățile tehnice întâmpinate la construirea lui au fost cauzate de faptul că el era o premieră în domeniul telescoapelor astronomice cu diametrul oglinzii parabolice rotative de 100 de m. Undele radio sosite din univers sunt reflectate de oglinda parabolică mare într-un focar unde se află o oglindă mai mică, care focalizează la rândul ei undele care au acum o intensitate amplificată într-un instrument de recepție a undelor radio. Eroarea de recepție și transmisie tolerată la oglinda telescopului este până în domeniul undelor cu o lungime de 1 mm. Circa 45 % din timpul de funcționare a telescopului este destinat măsurătorilor și interpretărilor astronomice. Acest radiotelescop a fost timp de 29 de ani cel mai mare radiotelescop din lume, din anul 2000 acest record a fost preluat de telescopul  Robert C. Byrd-Teleskop in Green Bank, West Virginia (USA) care are diametrul oglinzii parabolice de 110 m.
| Perioada de construcție:                 | 1968 - 1971                     |
| Funcționează de la:                      | 1. august 1972                  |
| Masa:                                    | 3200 t                          |
| Nr. plăcilor din oglindă:                | 2352                            |
| Suprafața:                               | 7.850 m²                        |
| Diamentrul fundamentului:                | 64 m                            |
| Diamentrul oglinzii:                     | 100 m                           |
| Focar:                                   | 30 m                            |
| Denivelări admise la suprafața oglinzii: | < 0,5 mm                        |
| Unghiul de dispersie:                    | > 10"                           |
| Recepție de lungimi de undă:             | între 3,5 mm - 900 mm           |
| Rotația orizontală:                      | 12 minute / 360°                |
| Rotația verticală:                       | 6 minute / 90°                  |
| Companii constructoare:                  | Compania Krupp și MAN           |
| Amplasare:                               | altitudinea de 319 m DE-NN n.m. |

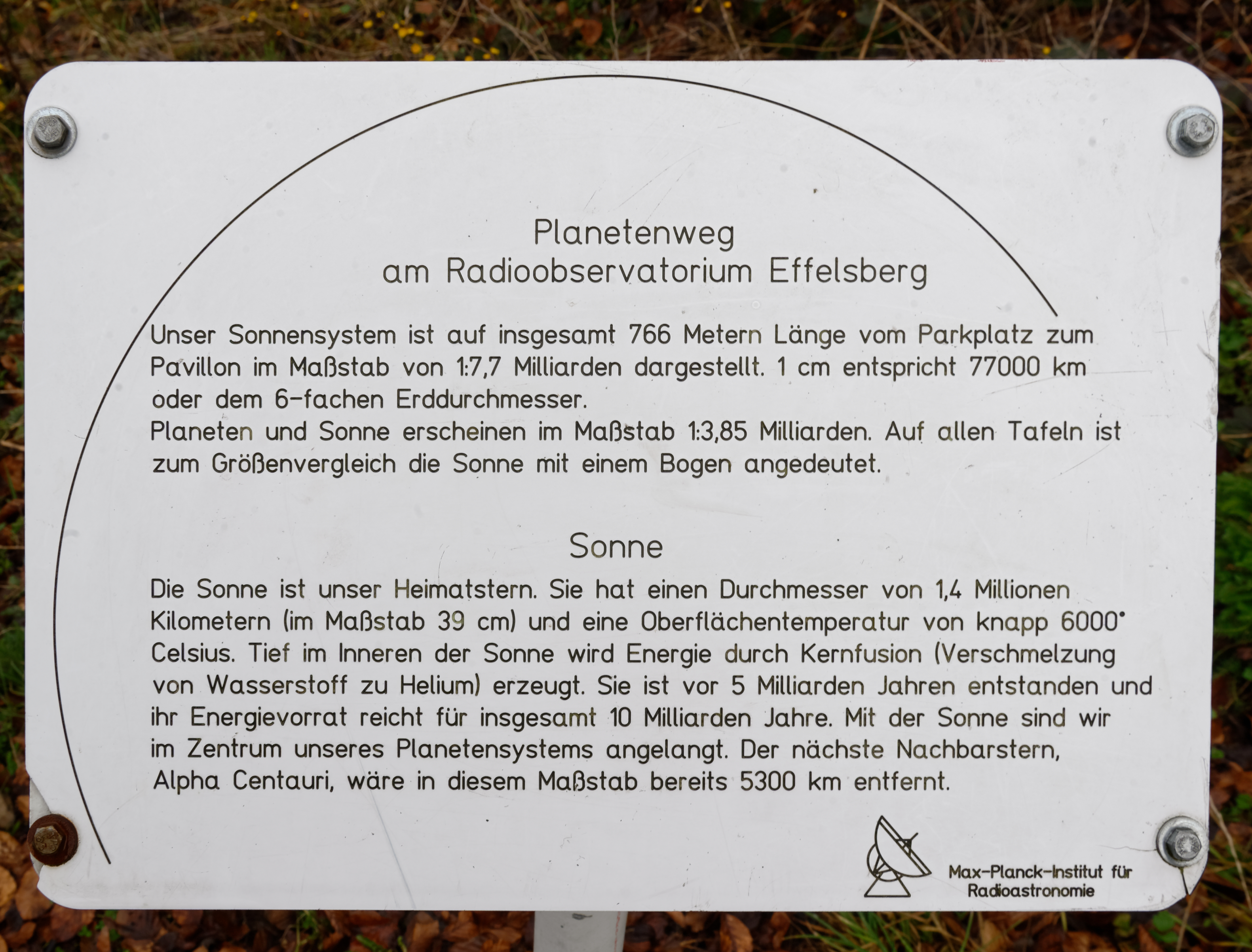
Sonne
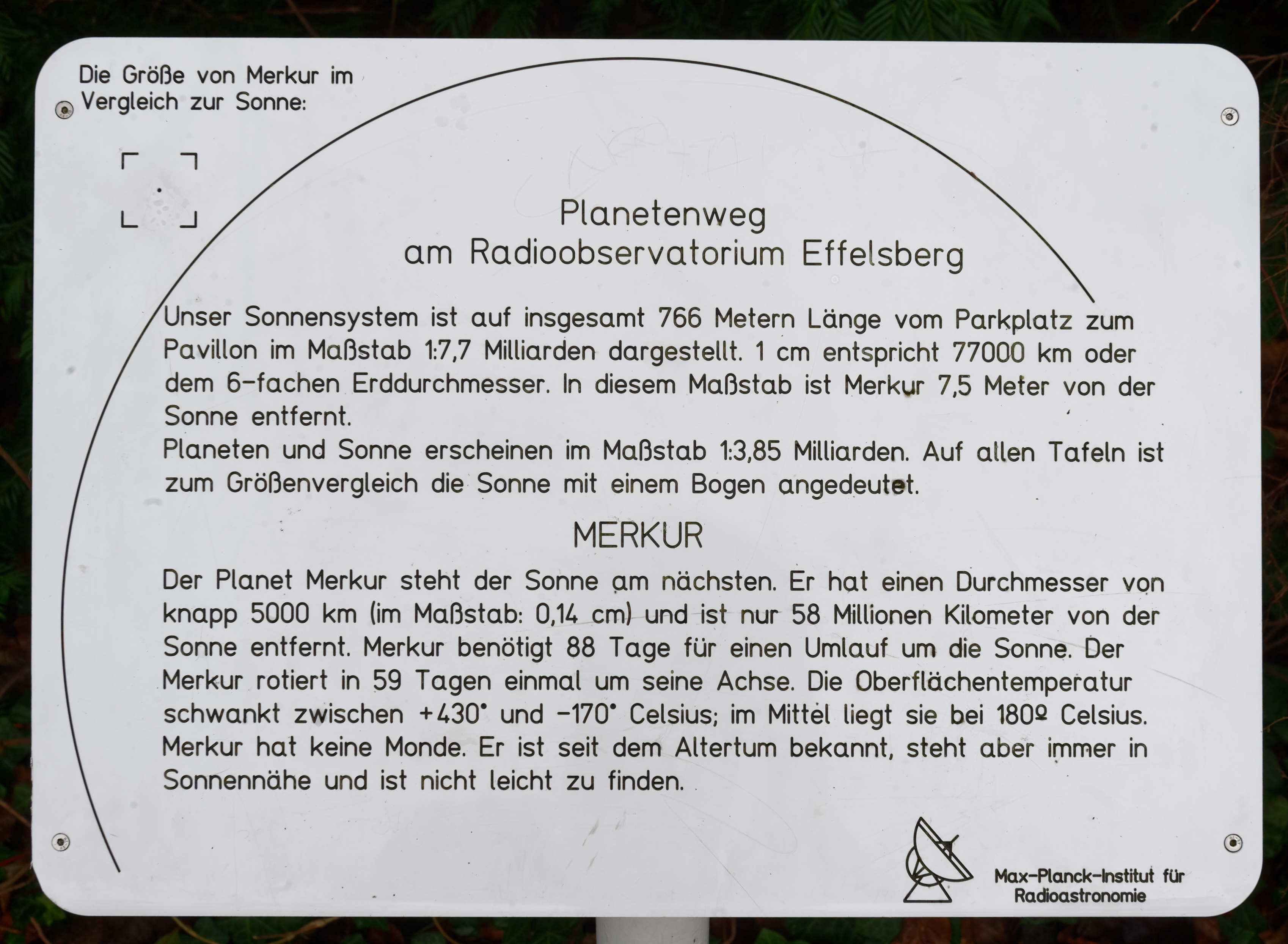
Merkur (Planet)
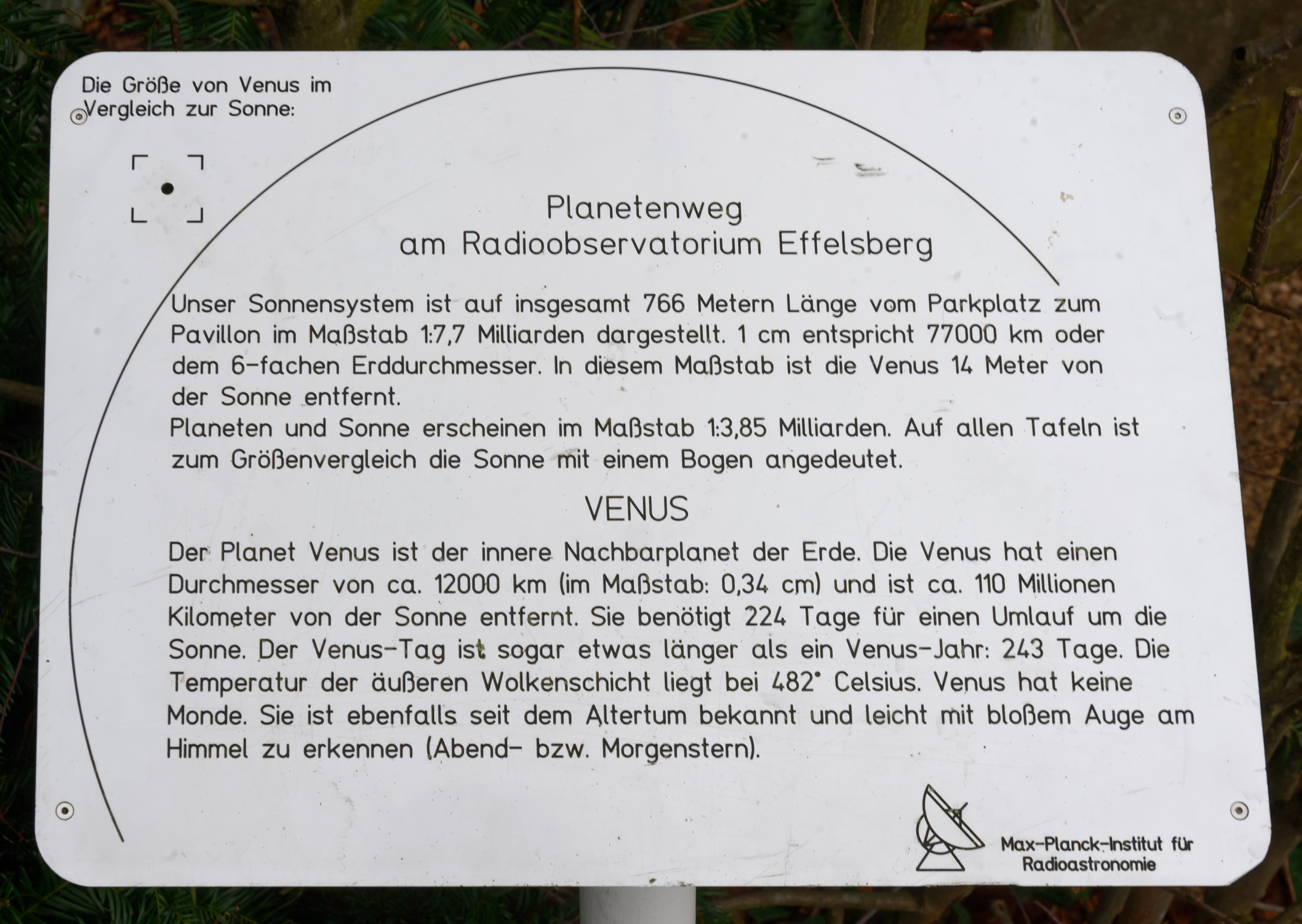
Venus (Planet)
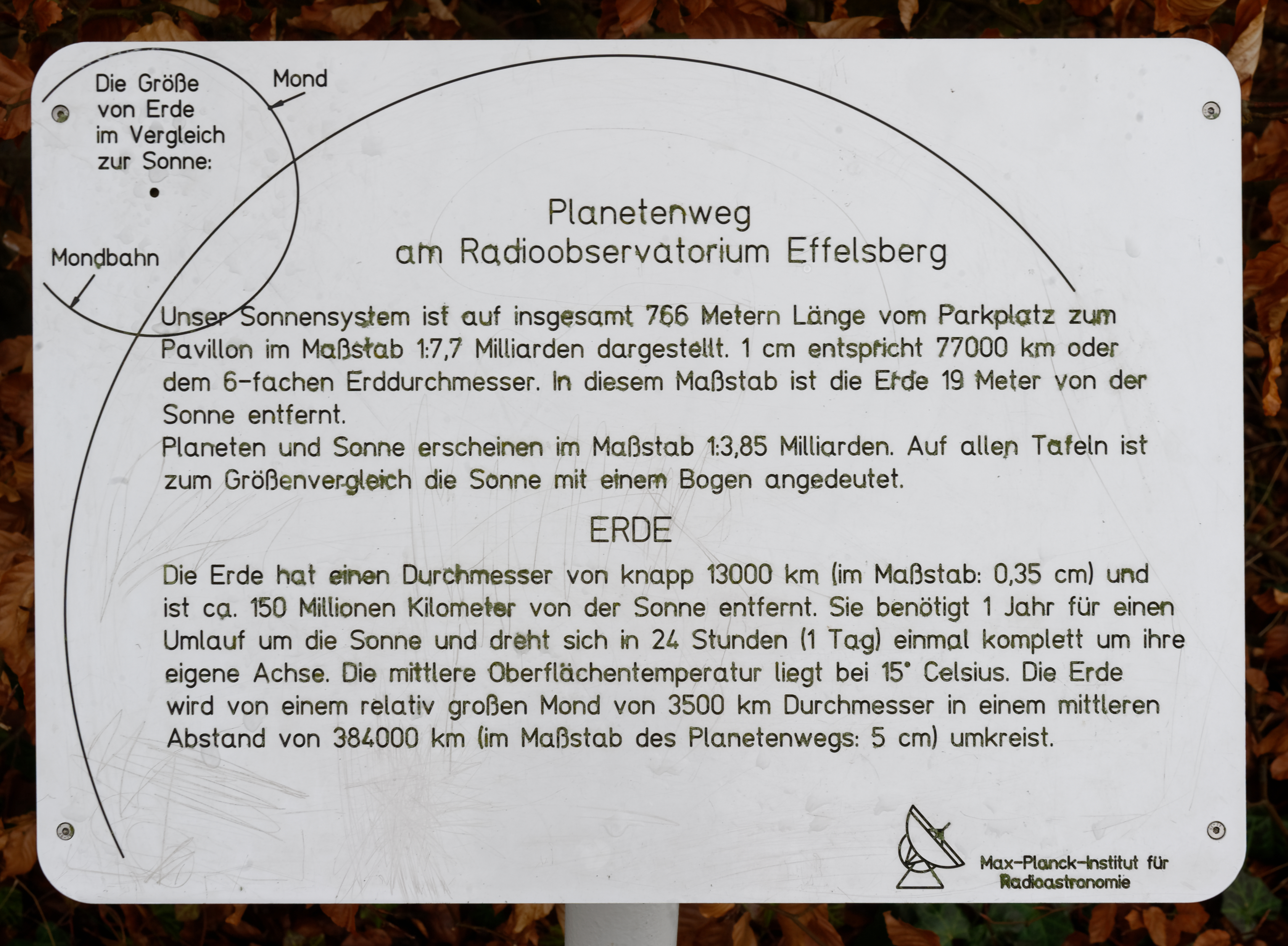
Erde
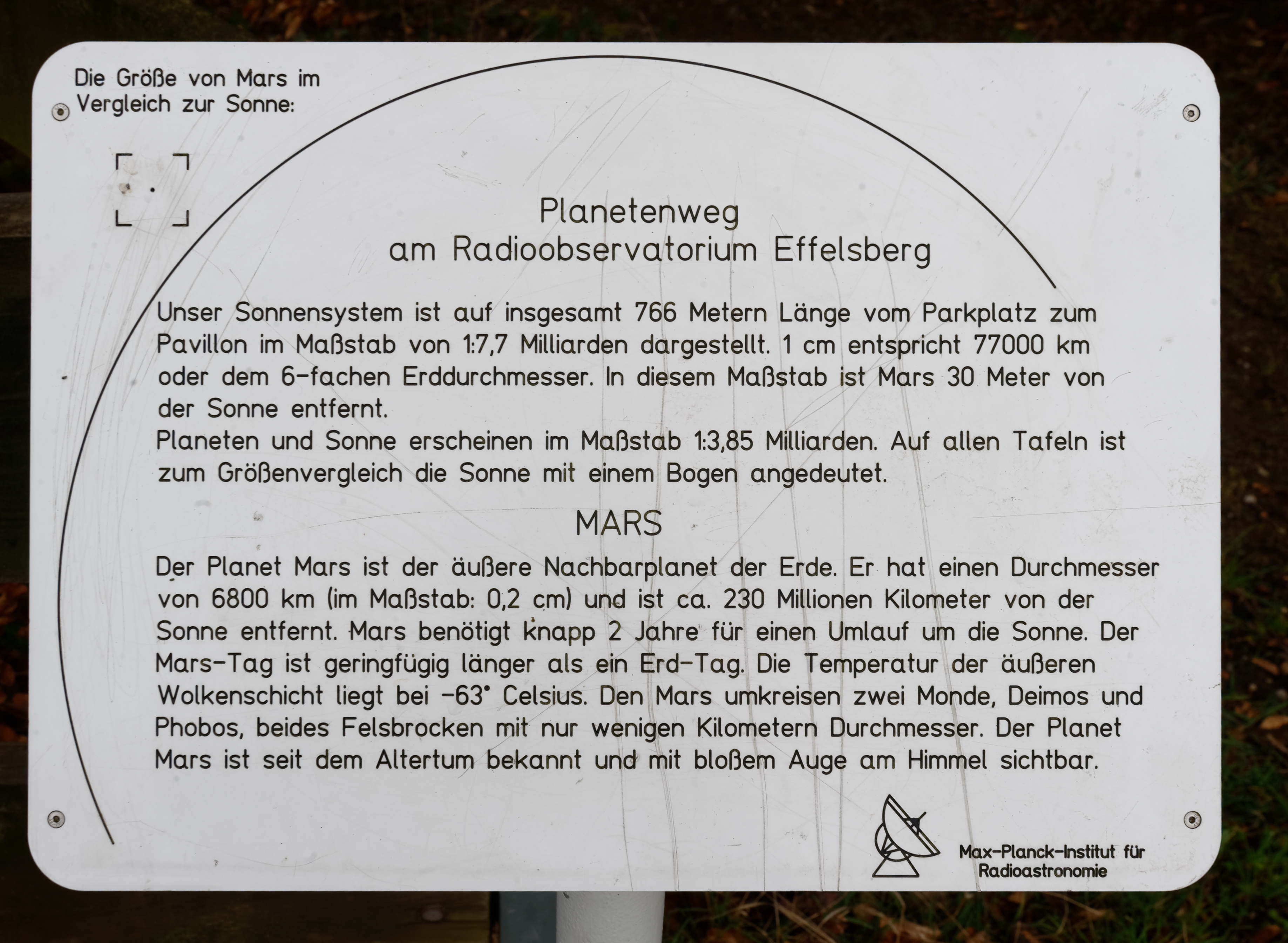
Mars (Planet)
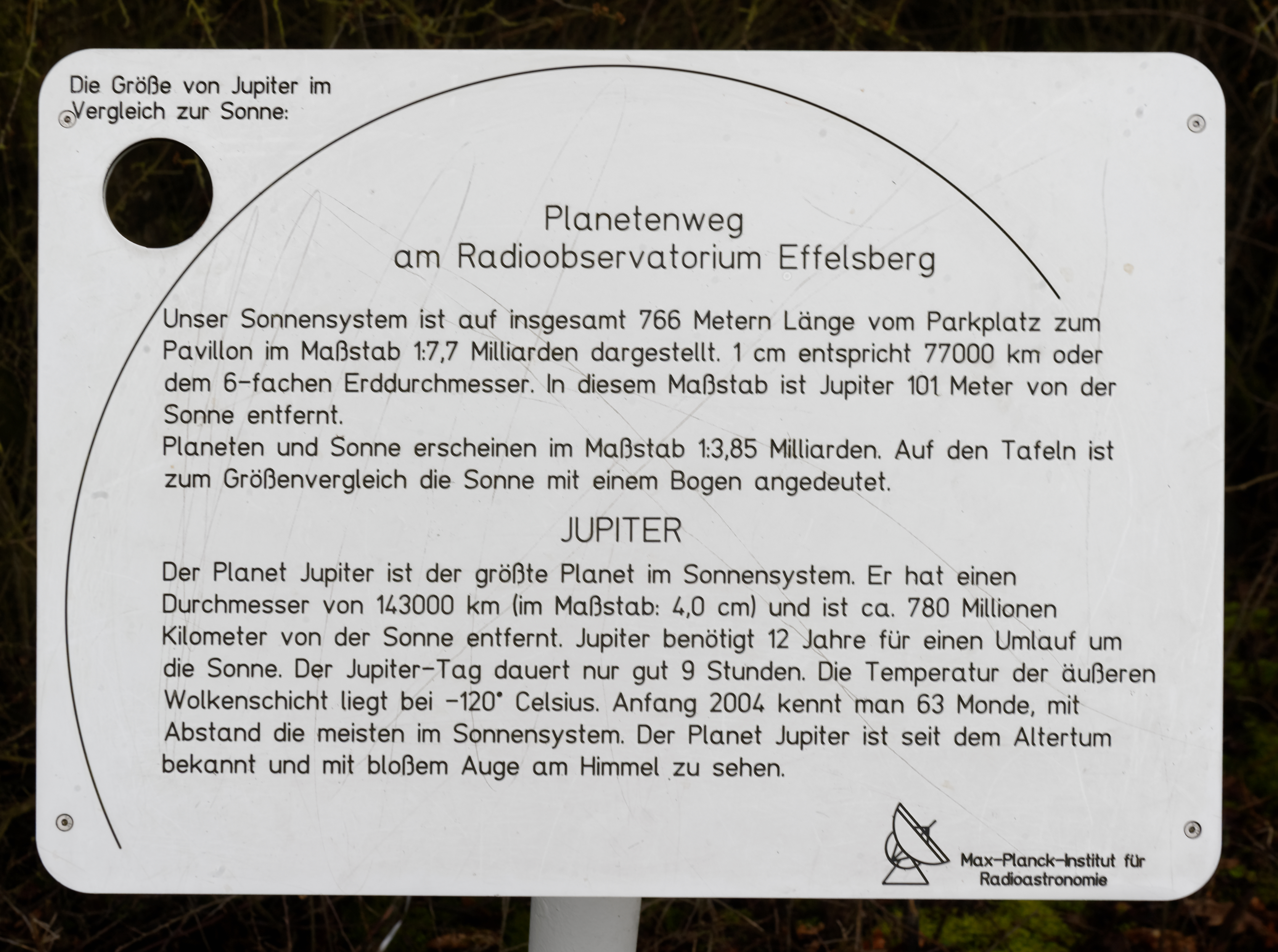
Jupiter (Planet)
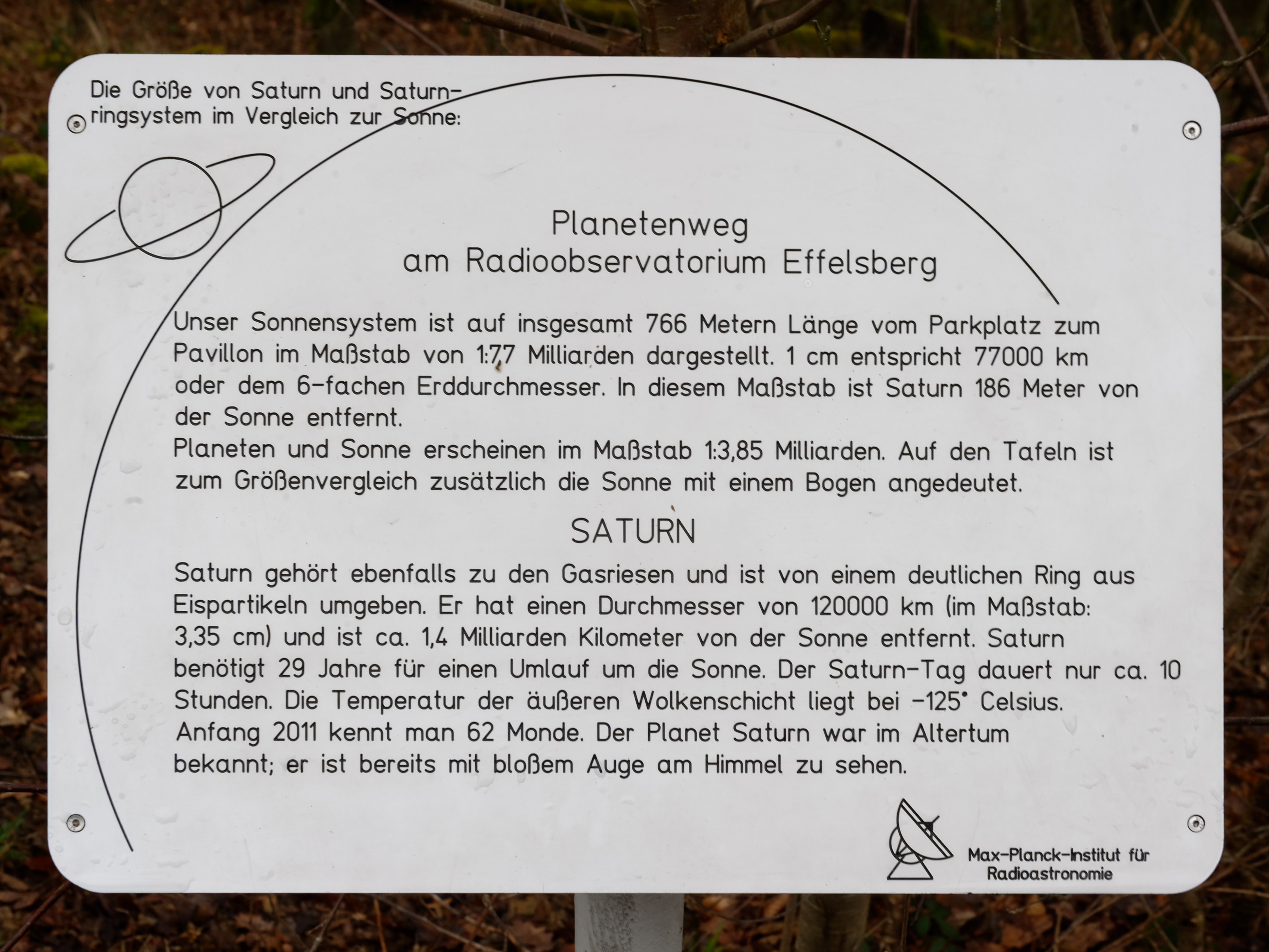
Saturn (Planet)
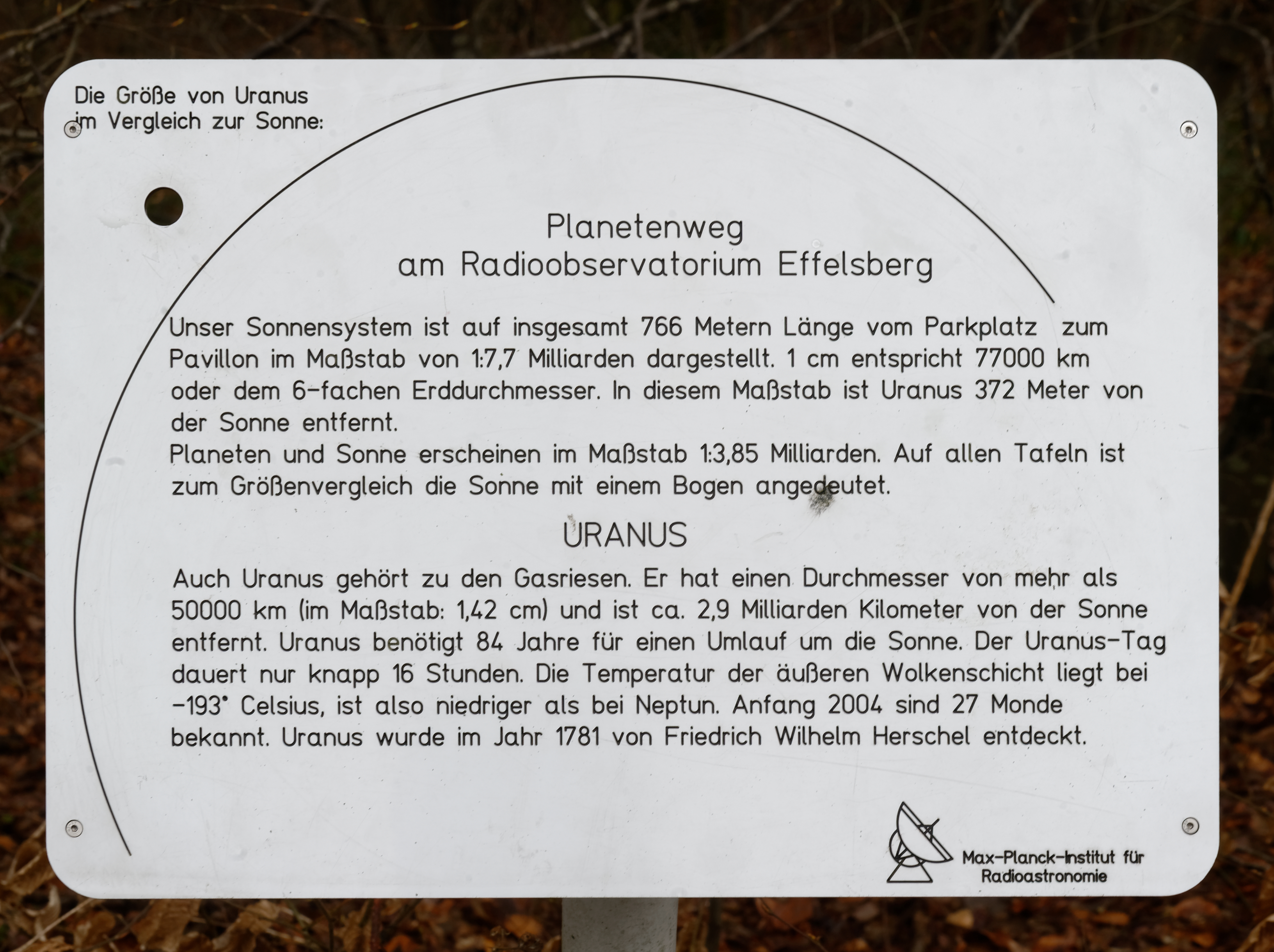
Uranus (Planet)
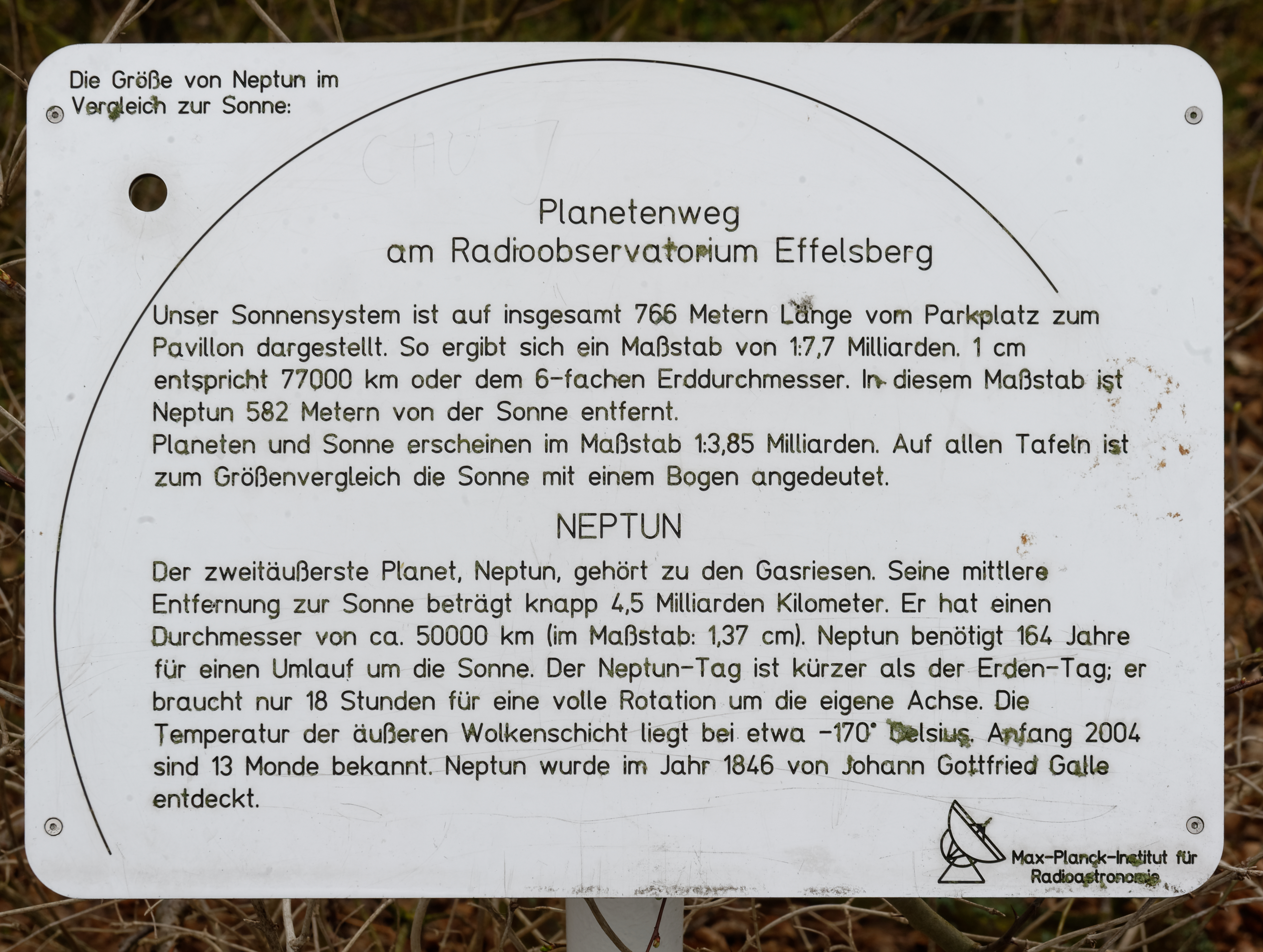
Neptun (Planet)
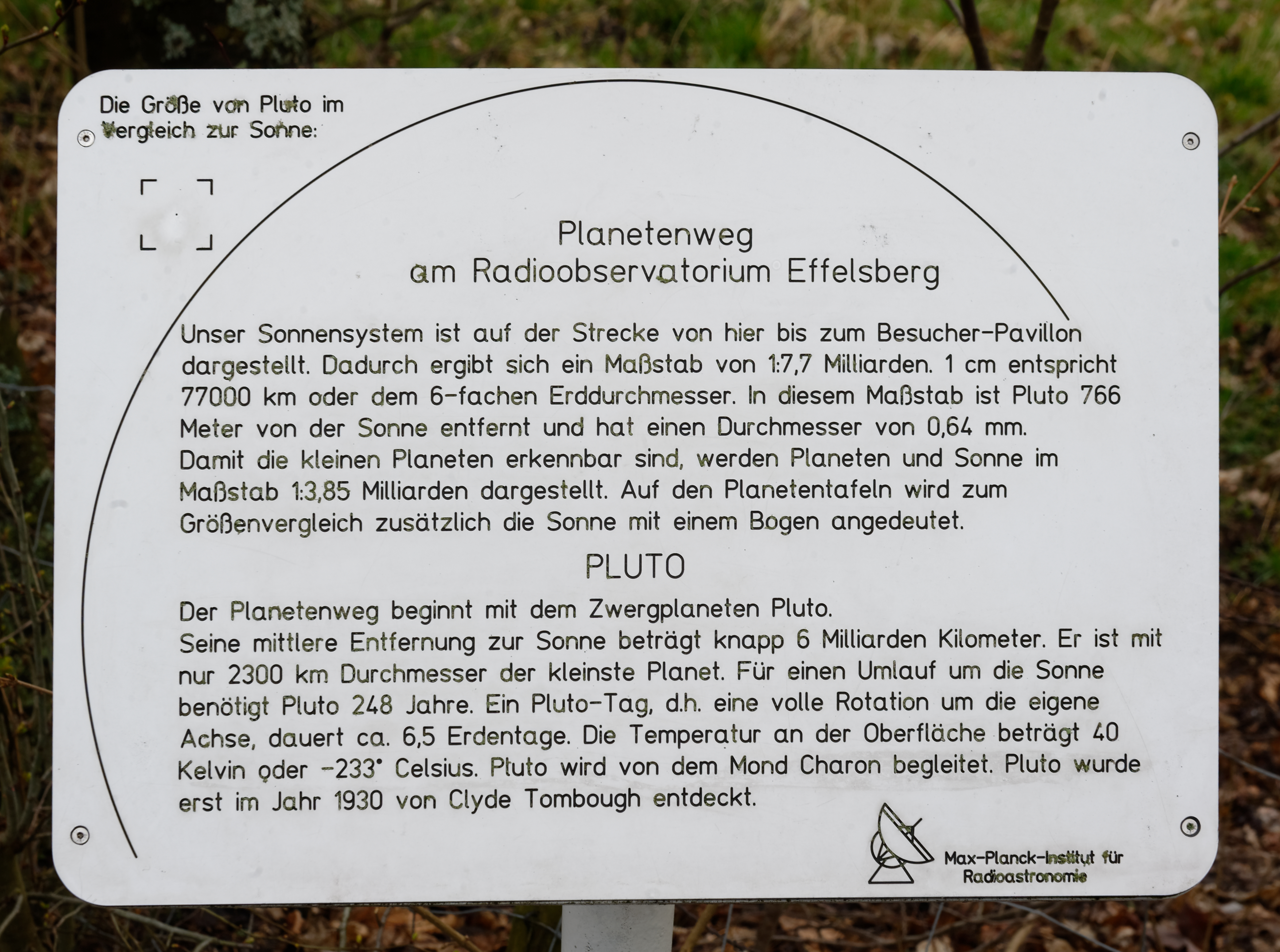
Pluto